# Schwaben
För andra betydelser, se Schwaben (olika betydelser).

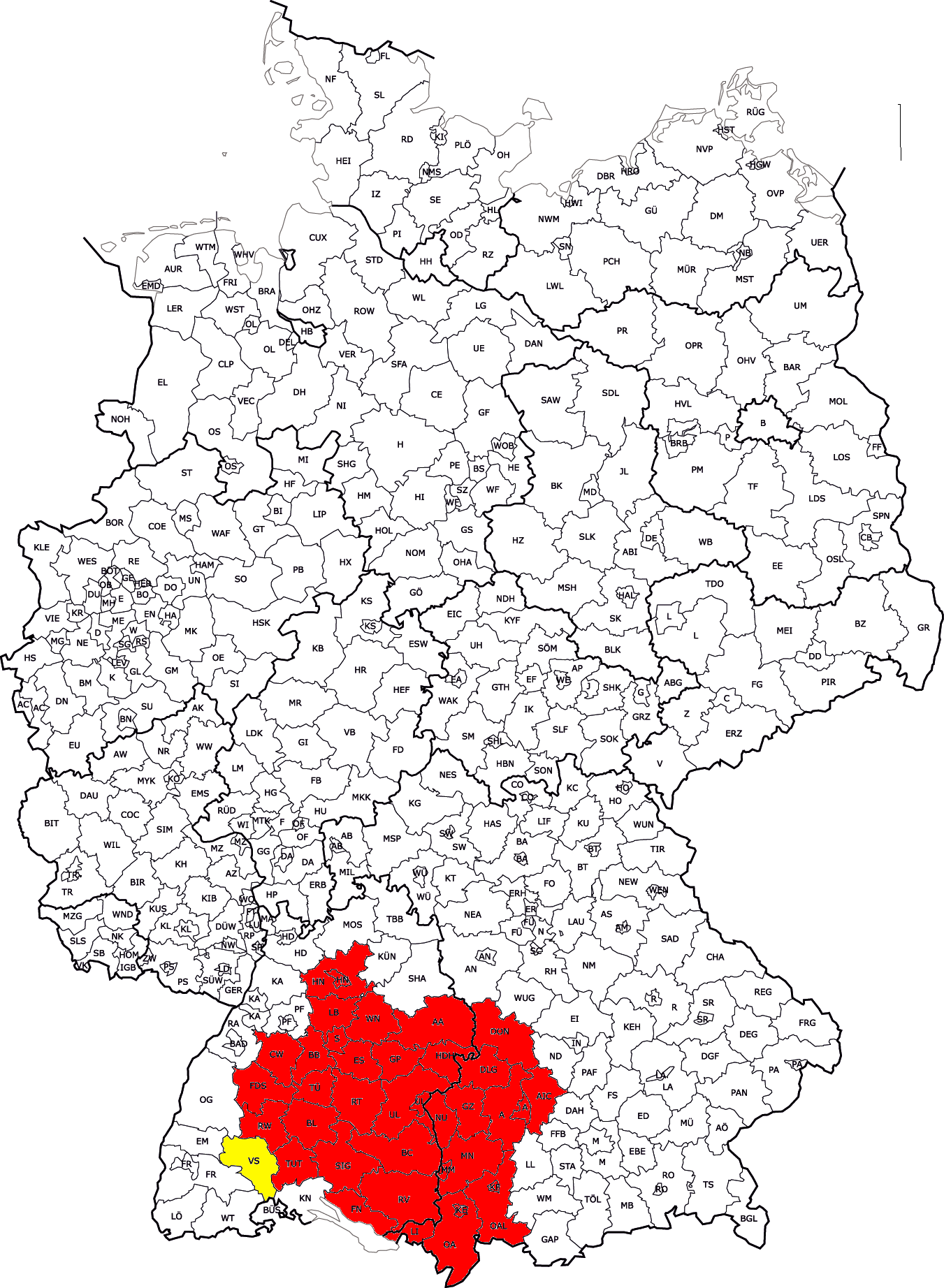
Regionen Schwabens läge i dagens Tyskland.

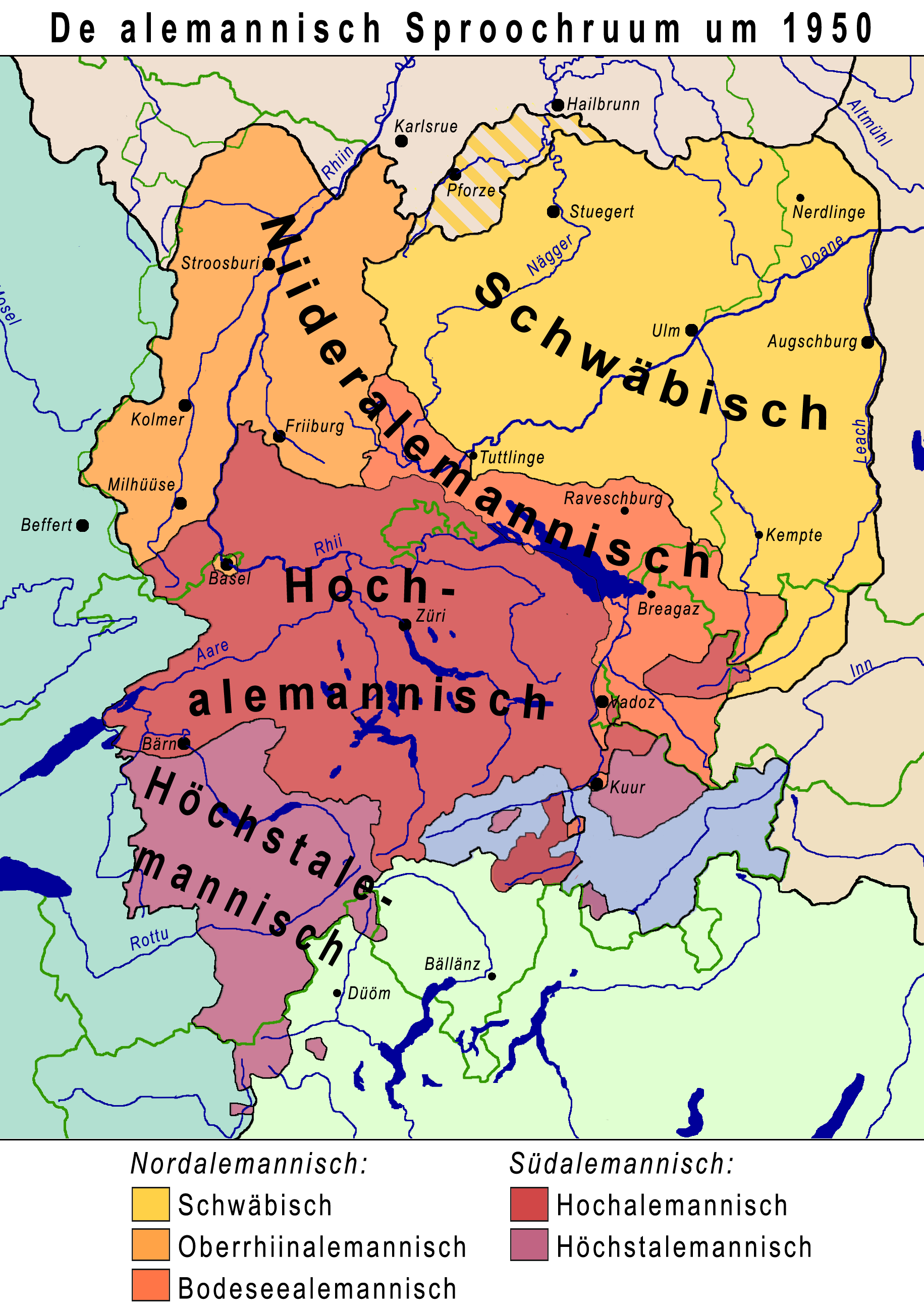
Det historiskt alemanniska språkområdet. Kartan beskriver de olika huvuddialekterna, med elsassiska, schwabiska, alemanniska, högalemanniska och högstalemanniska. De två sistnämnda motsvaras av schweizertyska. Kartans text är på schweizertyska.

Schwaben, ursprungligen kallat Alemannien eller Alemannia, är en historisk region och ett språkområde, i sydvästra delen av nuvarande Tyskland med grannländer. Det historiska hertigdömet Schwaben motsvarade i stora drag – utöver det bayerska regeringsområdet med samma namn – även stora delar av Württemberg (den östra delen av delstaten Baden-Württemberg). Under medeltiden ansågs större delen av Schweiz och Alsace också tillhöra Schwaben. Detta motsvarar sammanlagt områden som befolkats av de båda germanska folken sveber (jämför schwabare) och alemanner (jämför franskans Allemagne och spanskans Alemánia).
För många tyskar är Schwaben än idag synonymt med Württemberg, där befolkningen talar den schwabiska dialekten.

## Tidskrift
- Suevica. Beiträge zur schwäbischen Literatur- und Geistesgeschichte. Herausgegeben von Reinhard Breymayer. Verlag Hans-Dieter Heinz, Akademischer Verlag Stuttgart, ISSN 0179-2482